# Miogryllus rehni
Miogryllus rehni är en insektsart som först beskrevs av Barbara Rae Randell 1964.  Miogryllus rehni ingår i släktet Miogryllus och familjen syrsor. Inga underarter finns listade i Catalogue of Life.